# Prezydenci Irlandii

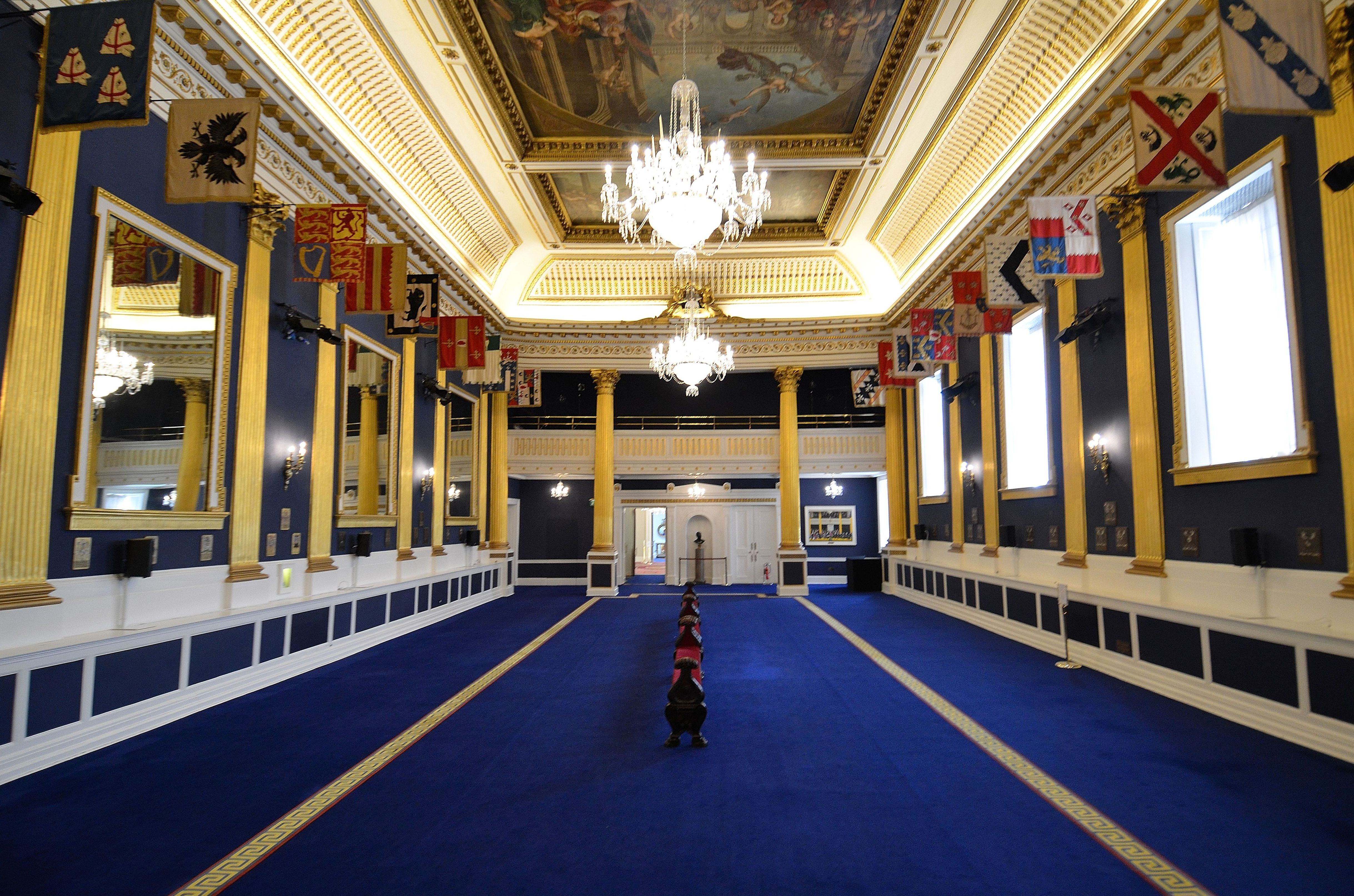
Sala św. Patryka na Zamku Dublińskim, w której odbywa się ceremonia zaprzysiężenia prezydenta Irlandii

Prezydent Irlandii (irl. Uachtarán na hÉireann) jest głową państwa w Irlandii. Prezydent jest wybierany w wyborach bezpośrednich. Kadencja trwa siedem lat, a ta sama osoba może piastować stanowisko przez maksimum dwie kadencje. Funkcje prezydenta Irlandii są ograniczone głównie do reprezentacyjnych.
Urząd ten został ustanowiony Konstytucją Irlandii w 1937 roku (jednakże oficjalnie republikę ustanowiono dopiero w 1947 - do tego czasu, formalnie, Irlandia pozostawała dominium, połączone unią personalną z Wielką Brytanią). Zaprzysiężenie prezydentów odbywa się w sali św. Patryka na Zamku Dublińskim, a ich oficjalną siedzibą jest Áras an Uachtaráin (Pałac Prezydencki) w Dublinie.
Od 2011 roku stanowisko piastuje Michael D. Higgins.

## Chronologiczna lista prezydentów Irlandii
| # | Imię i Nazwisko                       | Portret | Kadencja          | Kadencja             | Partia polityczna | Partia polityczna |
| # | Imię i Nazwisko                       | Portret | Od                | Do                   | Partia polityczna | Partia polityczna |
| - | ------------------------------------- | ------- | ----------------- | -------------------- | ----------------- | ----------------- |
| 1 | Douglas Hyde (1860–1949)              |         | 25 czerwca 1938   | 24 czerwca 1945      |                   | Bezpartyjny       |
| 2 | Seán T. O’Kelly (1882–1966)           |         | 25 czerwca 1945   | 24 czerwca 1959      |                   | Fianna Fáil       |
| 3 | Éamon de Valera (1882–1975)           |         | 25 czerwca 1959   | 24 czerwca 1973      |                   | Fianna Fáil       |
| 4 | Erskine Hamilton Childers (1905–1974) |         | 25 czerwca 1973   | 17 listopada 1974    |                   | Fianna Fáil       |
| 5 | Cearbhall Ó Dálaigh (1911–1978)       |         | 19 grudnia 1974   | 22 października 1976 |                   | Fianna Fáil       |
| 6 | Patrick Hillery (1923–2008)           |         | 3 grudnia 1976    | 2 grudnia 1990       |                   | Fianna Fáil       |
| 7 | Mary Robinson (ur. 1944)              |         | 3 grudnia 1990    | 12 września 1997     |                   | Bezpartyjna       |
| 8 | Mary McAleese (ur. 1951)              |         | 10 listopada 1997 | 10 listopada 2011    |                   | Fianna Fáil       |
| 9 | Michael D. Higgins (ur. 1941)         |         | 11 listopada 2011 | nadal                |                   | Partia Pracy      |